# STS-131
STS-131 est une mission de navette spatiale Discovery à destination de la station spatiale internationale. Le lancement s'est déroulé le 5 avril 2010 à 10H21 GMT. Son but principal est d'amener une dernière fois le Multi-Purpose Logistics Module.

## Équipage
Le 5 décembre 2008, la NASA a annoncé l'équipage prévu pour cette mission :
- Commandant : Alan G. Poindexter (2)  États-Unis
- Pilote : James Dutton (1)  États-Unis
- Spécialiste de mission 1 : Richard A. Mastracchio (3)  États-Unis
- Spécialiste de mission 2 : Clayton Anderson (2)  États-Unis
- Spécialiste de mission 3 : Stephanie D. Wilson (3)  États-Unis
- Spécialiste de mission 4 : Dottie Metcalf-Lindenburger (1)  États-Unis
- Spécialiste de mission 5 : Naoko Yamazaki (1)  Japon

Le chiffre entre parenthèses indique le nombre de vols spatiaux effectués par l'astronaute, STS-131 inclus.

## Déroulement de la mission
- La navette spatiale Discovery commence les opérations de rendez-vous le 7 avril 2010 à 2 h 06 min UTC.
- Arrimage à la Station Spatiale Internationale, le 7 avril 2010 à 07 h 44 min UTC et ouverture de l'écoutille à 09 h 41 min UTC
- Trois sorties extra-véhiculaires ont été programmées durant la mission.
- Désarrimage de la Station Spatiale Internationale, le  17 avril 2010 à 12 h 52 min UTC.
- L'atterrissage initialement prévu le 19 avril 2010 à 12 h 48 min UTC au Centre spatial Kennedy a été reporté au 20 avril 2010 en raison d'une météo défavorable.
- Atterrissage le 20 avril 2010 à 13 h 08 min 35 s UTC au Centre spatial Kennedy.

## Les sorties extra-véhiculaires
- 9 avril de 5h41 à 12h11

Préparer le nouveau réservoir d'ammoniaque pour son installation dans la poutre de l'ISS en y attachant, entre autres, une poignée de transport. Prendre ce réservoir et l'arrimer au SSRMS qui le déposera sur la plateforme externe ESP-2 sur le module Quest où les astronautes y attacheront une autre poignée de transport. Retirer l'expérience MPAC/SEED (Micro-Particles Capture/Space Environment Exposure Device) de la plateforme externe du laboratoire japonais Kibo. Remplacer un gyroscope RGA dans la section centrale de la poutre. Préparer les batteries du segment de poutre P6 pour leur remplacement.
- 11 avril de 6h16 à 12h46

Enlever le réservoir d'ammoniaque vide sur le segment de poutre S1 et l'arrimer temporairement à un chariot CETA. Installer le nouveau réservoir à sa place. Installer deux poutres servant à entreposer des poignées de transport pour le remplacement des radiateurs du côté bâbord de la Station spatiale. Enlever deux couvertures de protection contre les débris spatiaux laissées sur la plateforme externe ESP-2 lors de la mission STS-129.
- 13 avril de 7h11 à 13h41

Installer le réservoir d'ammoniaque vide dans la soute de Discovery. Enlever un support de charge utile externe du laboratoire européen Columbus pour le ramener dans la soute de Discovery. Installer une caméra sur le manipulateur agile canadien Dextre et enlever une couverture isolante devenue inutile. Remplacer une lampe d'éclairage sur une caméra à l'extérieur du laboratoire américain Destiny. Installer deux autres poutres d'entreposage de poignées mais cette fois du côté tribord de la Station spatiale. Installer une rallonge de point d'ancrage de matériel sur le transporteur mobile

## Problème de Mission

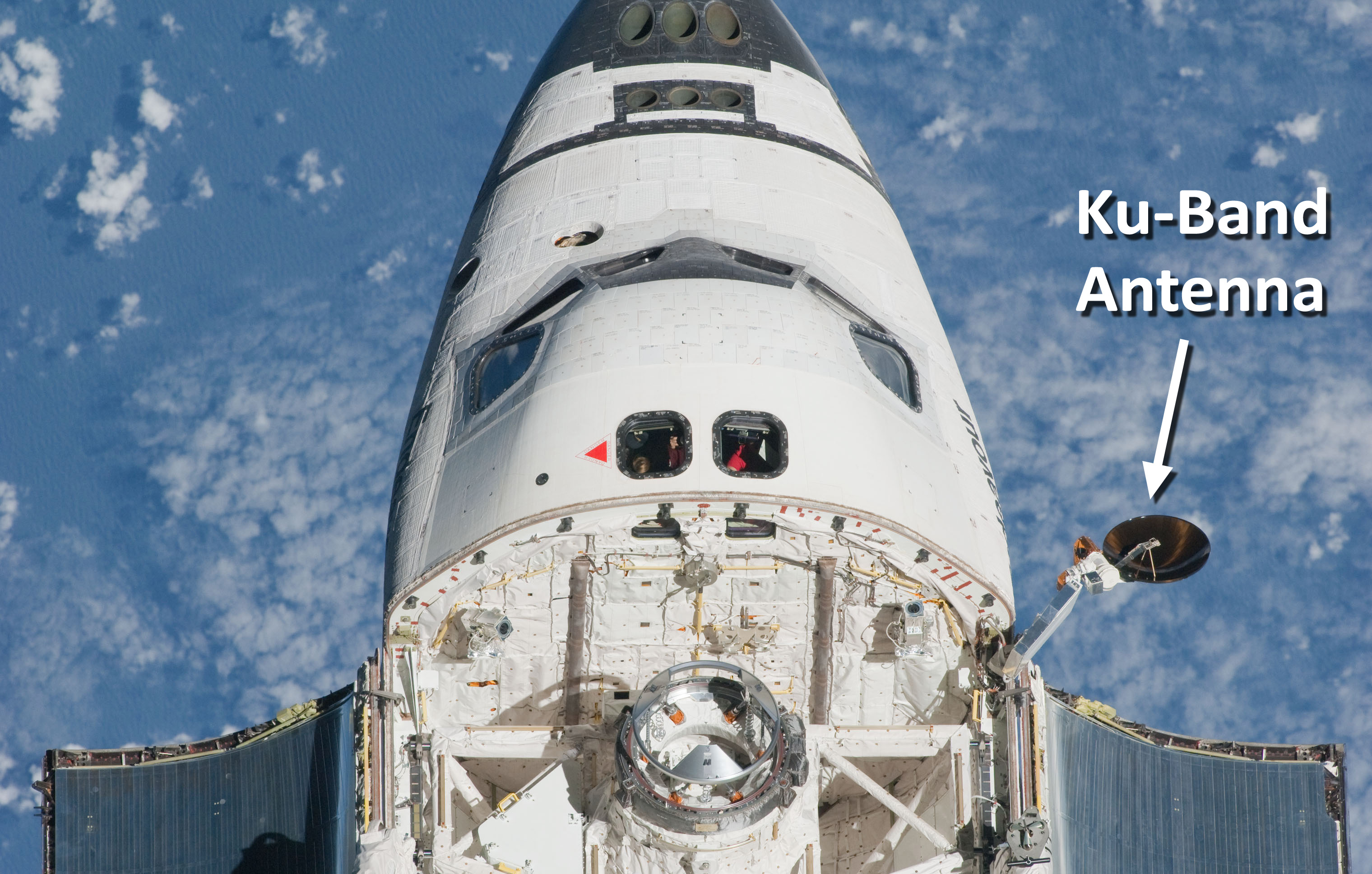
Dysfonctionnement de l'antenne en bande Ku

L'antenne en bande Ku utilisée pour transmettre les images et les données à haut débit vers le sol a souffert d'un dysfonctionnement lors de sa mise en service une fois sur orbite. 
C'est la première fois que survient un problème de ce type et l'impact réel sur la mission n'est pas encore pleinement établi. Toutefois, cette antenne est utilisée comme radar d'approche pour l'amarrage à l'ISS et sert également à transmettre en direct et en différé les images vidéo captées lors de l'inspection de la protection thermique des bords d'attaque et du nez de l'orbiteur. Sans cette capacité, les ingénieurs de la NASA devront attendre que Discovery soit amarrée à la Station spatiale et que l'équipage se serve de l'équipement de l'ISS pour transmettre les images au sol. Le processus d'inspection sera donc retardé. Par contre, les activités extra-véhiculaires et l'arrimage du module Leonardo devraient se dérouler comme prévu.

## Galerie

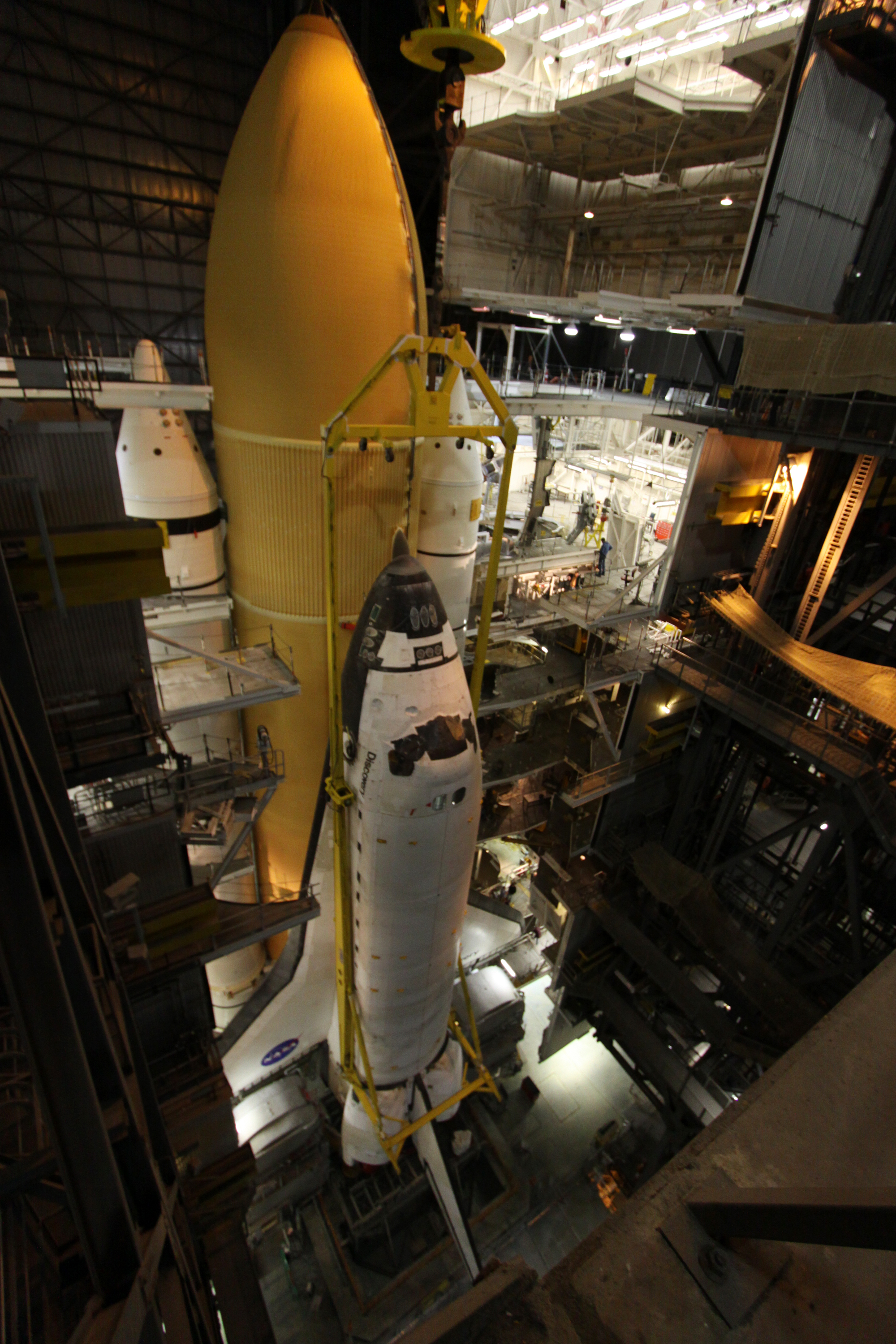
STS-131 Assemblage
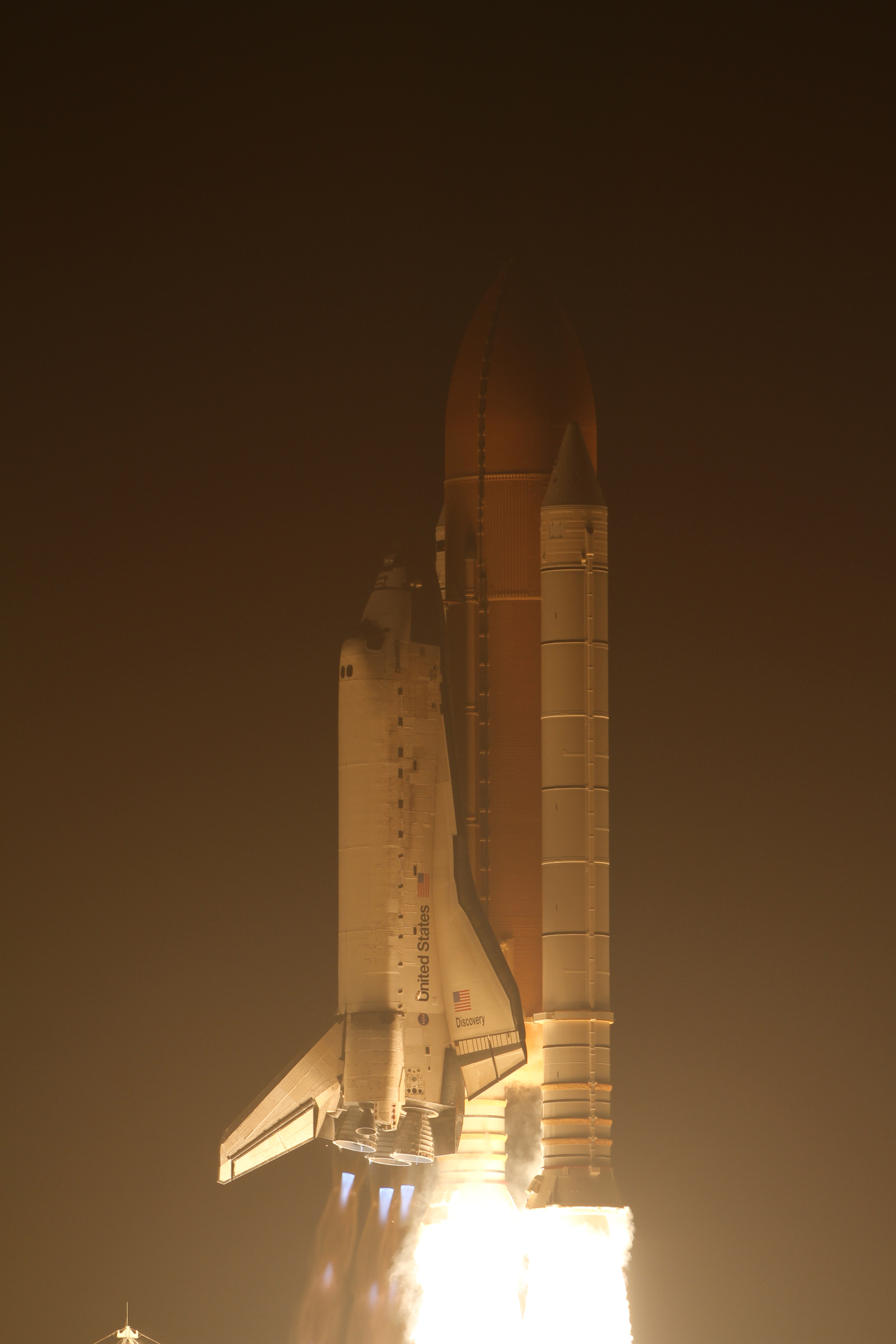
Lancement de Discovery
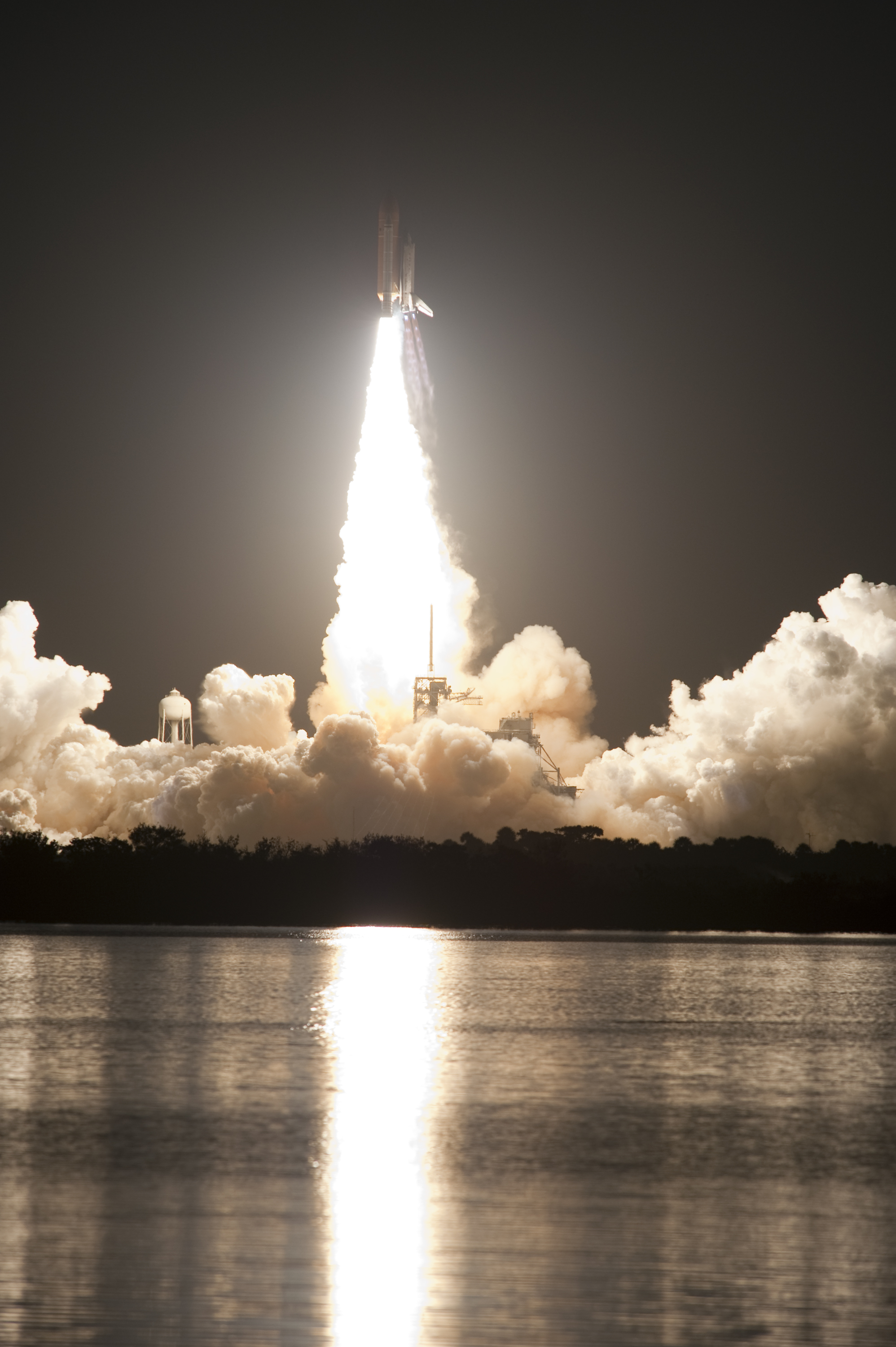
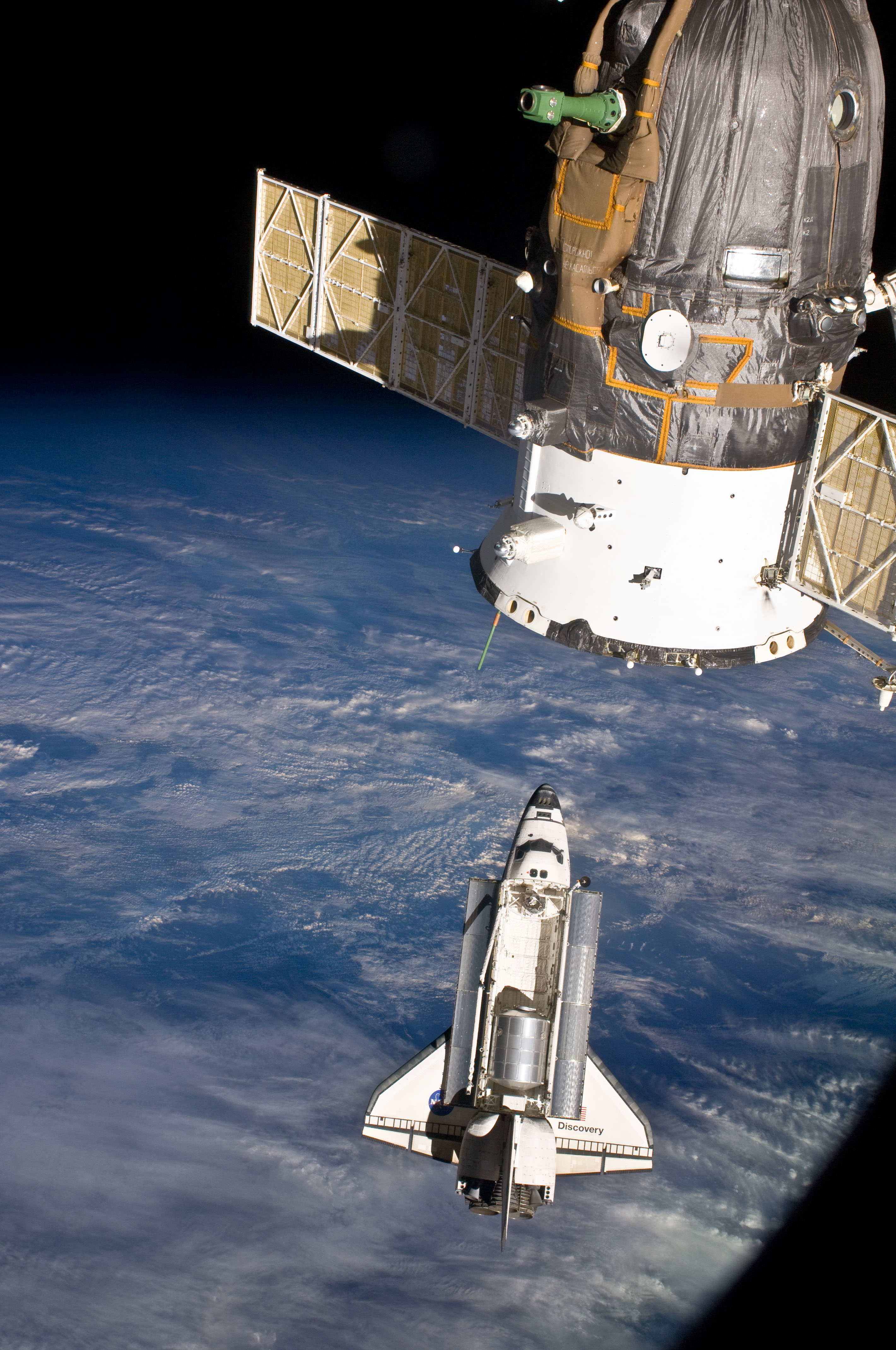
En approche de l'ISS
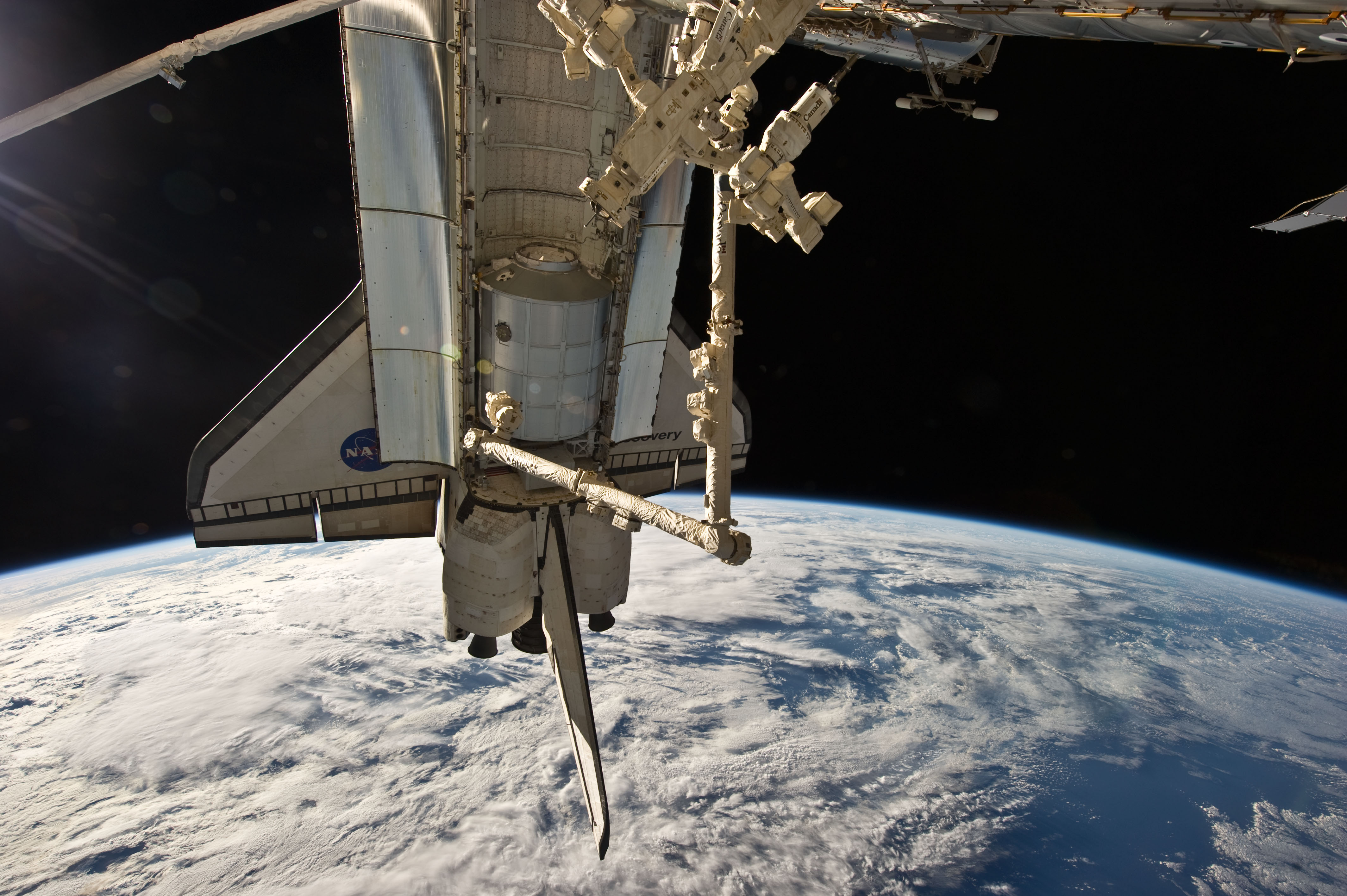
Prise de Leonardo